# 斎藤墨湖
斎藤 墨湖（さいとう ぼっこ、1772年（安永元年） - 1874年（明治7年）3月1日）は、日本の画家、茶人。名は仙将、通称は久作。後年は出身地松嶺町の旧称中山をとって中山墨湖と名乗った。隠居後に画業に専念し、100歳を超えてもなお作品づくりに取り組んだ。

## 略歴
- 1772年（安永元年） - 松山藩 御茶道役・斎藤清賀の子として生れる。
- 酒井忠礼の命令で春木南湖（谷文晁の弟子）に師事して画を学ぶ。
- 1814年（文化11年） - 松山藩御茶道役 就任
- 1816年（文化13年） - 同職退任、勘定組となる。
- 隠居後に造り酒屋を経営する。
- 造り酒屋をやめた後は、画業に励む。
- 1874年（明治7年） - 死去。享年103
  - 最後の言葉は『長生き恥多し 目出度くもあり 目出度くもなし』であった。

## 作品
- 『夫婦鶴』 出羽三山神社・三神合祭殿蔵
- 『琉球人物図』

## 弟子
- 田中静居 - 画家

## 親族
- 義孫：石黒慶蔵 - 歯科医師、歯科医療器具発明家
- 義孫：石黒岩太 - 陸軍少将
- 曾孫：石黒慶之助 - 歯科医師、医学博士
- 曾孫：石黒進之助 - 歯科医師
- 玄孫：石黒慶一 - 歯科医師、歯学博士
- 玄孫：石黒豊 - 歯科医師